# Beta Cassiopeiae
Beta Cassiopeiae (β Cas / β Cassiopeiae) este o stea variabilă din constelația Cassiopeia. Ea este cunoscută și sub numele său tradițional, Caph, de origine arabă, unde كف, transcris: kaf, semnifică „palmier”. Grafiile Chaph, Kaff, Kaf și Shaf apar și ele în literatură, cât și Al Sanam al Nakah.
Caph este o stea gigantă galben-albă de tip F, cu o magnitudine aparentă de + 2,28. Luminozitatea sa variază de la magnitudinea +2,25 la +2,31, cu o perioadă de 2 ore și jumătate.

### Articole conexe
- Stea variabilă
- Lista celor mai strălucitoare stele